# Donatore di elettroni
Con il termine donatore di elettroni (spesso si usa, più semplicemente, il termine non del tutto corretto donatore) si indica una specie chimica in grado di donare elettroni ad un'altra specie chimica durante una reazione. I donatori di elettroni sono agenti riducenti che, proprio in virtù del loro donare elettroni, vengono ossidati dal processo di trasferimento.
Alcuni donatori di particolare rilevanza sono gli idrocarburi del petrolio, solventi poco clorurati come il vinilcloruro o composti inorganici ridotti.

## In biochimica
In biochimica, si ha tipicamente trasferimento di elettroni durante la respirazione cellulare, con un conseguente rilascio di energia chimica spendibile dalla cellula: essa infatti ottiene l'energia necessaria per sopravvivere attraverso il trasferimento di elettroni da donatori ad accettori. Questo avviene in special modo attraverso la catena di trasporto degli elettroni. Queste reazioni sono di elevato interesse non solo dal punto di vista energetico, ma anche perché sono coinvolte nella naturale degradazione di molecole organiche, anche contaminanti.